# 베고바야역 (모스크바 지하철)
베고바야역(러시아어: Беговая)은 모스크바 지하철 타간스코 크라스노프레스넨스카야 선의 역이다.

## 역사
베고바야 역은 1972년 12월 30일에 개장하였다.

## 구조
베고바야 역은 두 개의 지하 대합실을 가지고 있다. 동쪽 대합실에 위치한 출구는 베고 비엘로사 방향으로 가는 방향과 서쪽 로얄 버스를 이용할 수 있는 출구인 호로시세프 고속도로, 로자노프 1번가로 가는 출구이다. 에스컬레이터는 대합실로 접근할 수 있고, 지상부는 계단을 통해 이동 가능하다.

## 같이 보기
- (러시아어) mymetro.ru